# Tipula citricornis
Tipula citricornis är en tvåvingeart som beskrevs av Alexander 1955. Tipula citricornis ingår i släktet Tipula och familjen storharkrankar.
Artens utbredningsområde är Madagaskar. Inga underarter finns listade i Catalogue of Life.